# Břetislav Novák (Skispringer)
Břetislav Novák (* 27. April 1956) ist ein ehemaliger tschechoslowakischer Skispringer.
Novák, der ab 1975 für den Armeesport Club Dukla Libere antrat, sprang mit der Vierschanzentournee 1974/75 sein erstes internationales Turnier. Dabei kam er jedoch über den 40. Platz nicht hinaus. Ab 1979 gehörte er dem Sport Club Elitex Jablonec nad Nisou an. Am 26. Januar 1980 sprang Novák im polnischen Zakopane sein erstes und einziges Springen im Skisprung-Weltcup. Dabei erreichte er auf der Großschanze den 6. Platz und gewann so zehn Weltcup-Punkte. Durch diese Weltcup-Punkte belegte er am Ende der Saison 1979/80 gemeinsam mit Christer Karlsson und Jan Erik Strømberg den 69. Platz in der Weltcup-Gesamtwertung.
Břetislav Novák baute gemeinsam mit seiner Familie nach seiner aktiven Karriere die Pension Břetislav Novák in Harrachov, die er noch heute betreibt.

## Erfolge

### Weltcup-Platzierungen
| Saison  | Platz | Punkte |
| ------- | ----- | ------ |
| 1979/80 | 69.   | 10     |